# Catedral de la Santa Resurrección

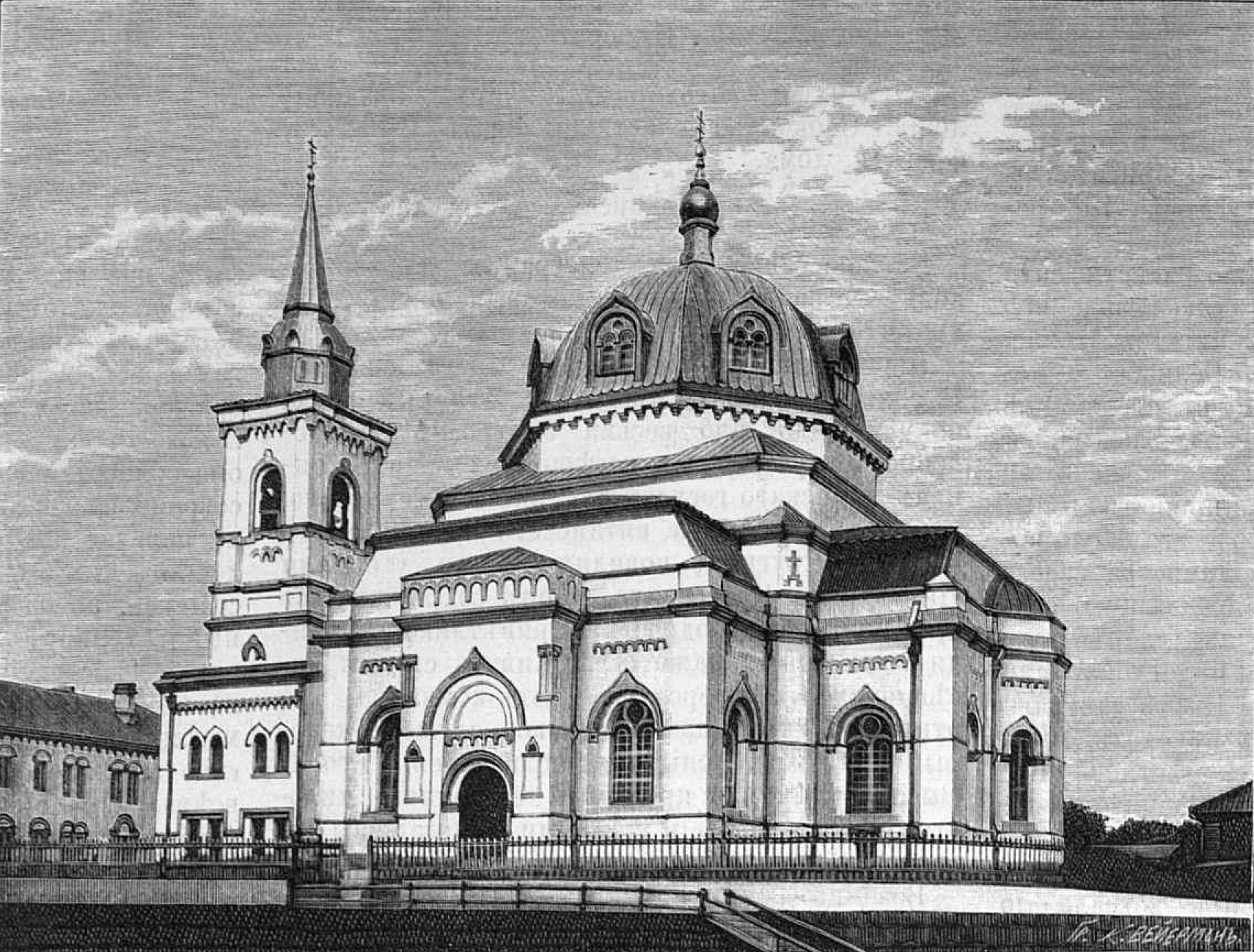
La catedral en el año 1891

La catedral de la Santa Resurrección (en japonés: 復活大聖堂 fukkatsu daiseidō) también conocida como Nikorai-do (ニコライ堂 nikorai-dō) en Chiyoda, Tokio, es la principal catedral de la Iglesia ortodoxa de Japón.
El fundador de la Iglesia ortodoxa japonesa Ivan Dmitrievich Kasatkin (1836-1912), fue un arzobispo que se dedicó a la mejora de las relaciones ruso-japonesas durante el período Meiji. La iglesia fue construida en una colina del distrito Surugadai con vistas al Palacio Imperial. Hoy en día se oculta entre los muchos edificios construidos a partir de la década de 1960.